# Anatella ankeli
Anatella ankeli är en tvåvingeart som beskrevs av Eberhard Plassmann 1977. Anatella ankeli ingår i släktet Anatella, och familjen svampmyggor. Enligt den finländska rödlistan är arten nära hotad i Finland. Arten är reproducerande i Sverige. Artens livsmiljö är naturmoskogar.